# Красненська сільська рада (Конотопський район)
Кра́сненська сільська́ ра́да — колишній орган місцевого самоврядування в Конотопському районі Сумської області. Адміністративний центр — село Красне.

## Загальні відомості
- Населення ради: 716 осіб (станом на 2001 рік)

## Населені пункти
Сільській раді були підпорядковані населені пункти:
- с. Красне
- с. Вишневе
- с. Лебедєве

## Склад ради
Рада складалася з 12 депутатів та голови.
- Голова ради: Осадчий Іван Григорович
- Секретар ради: Шершак Валентина Миколаївна

### Керівний склад попередніх скликань
| Прізвище, ім'я, по батькові  | Основні відомості                                                          | Дата обрання | Дата звільнення |
| ---------------------------- | -------------------------------------------------------------------------- | ------------ | --------------- |
| Гудаков Микола Костянтинович | Сільський голова, 1957 року народження, член Соціалістичної партії України | 26.03.2006   | 31.10.2010      |
| Осадчий Іван Григорович      | Сільський голова, 1957 року народження, освіта вища                        | 31.10.2010   |                 |

Примітка: таблиця складена за даними сайту Верховної Ради України